# Detlef Lehmann
Detlef Lehmann (* 20. Juni 1934 in Königsberg; † 15. Juli 1988) war ein deutscher lutherischer Theologieprofessor.

## Werdegang
Lehmann legte sein I. Theologisches Examen am 18. Oktober 1961 an der Lutherischen Theologischen Hochschule (LThH) der Selbständigen Evangelisch-Lutherischen Kirche (SELK) in Oberursel/Taunus ab. 1963 wurde er an der Universität Heidelberg mit der alttestamentlichen Dissertation Das Wort der Propheten in der Predigt der evangelischen Kirchen von Luther bis zum Beginn des 20. Jahrhunderts bei Claus Westermann promoviert. Sein II. Theologisches Examen legte er am 9. März 1965 in Oberursel ab. Zum Amt der Kirche ordiniert wurde er am 1. Juli 1965 in Groß Oesingen (bei Gifhorn). Von 1965 bis 1972 war er Gemeindepfarrer im Pfarrbezirk Bremen/Sottrum der SELK. 1972 folgte er einer Berufung auf den Lehrstuhl für Praktische Theologie an der LThH, den er bis zu seinem Tod 1988 innehatte. 
Neben seiner akademischen Lehrtätigkeit hatte er für zwei Amtsperioden die Position des Rektors der Hochschule inne, betreute die Schriftenreihe Oberurseler Hefte, deren Reihe der Ergänzungsbände er begründete, und leitete die Herausgabe der LThH-Fachzeitschrift Lutherische Theologie und Kirche. Für die SELK wirkte Lehmann sowohl in deren Liturgischer Kommission als auch in der Kommission für Kirchliche Unterweisung mit. Zur Fülle seiner gemeindetheologischen Veröffentlichungen zählt die 1982 veröffentlichte Übertragung von Martin Luthers Großem Katechismus in heutiges Deutsch.

## Privates
Lehmann war verheiratet, aus der Ehe sind drei Kinder hervorgegangen.

## Veröffentlichungen (in Auswahl)
- Mit Hartwig Körtje (Hrsg.): Evangelisch-Lutherisches Predigtbuch. Hermannsburg 1973.
- Reform des Gottesdienstes? (= Oberurseler Hefte Heft 2). Oberursel o. J. (1974).
- Die Zukunft der Kirche in der modernen Welt (= Oberurseler Hefte Heft 5). Oberursel o. J. (1975).
- Abendmahl – Eucharistie – Kommunion. Zur Gestalt der Lutherischen Abendmahlsfeier (= Oberurseler Hefte Heft 8). Oberursel o. J. (1977).
- Lutherische Kirche und volkskirchliche Strukturen, ein Beitrag zum Thema „Volkskirche – Kirche der Zukunft?“ (= Oberurseler Hefte Heft 11). Oberursel o. J. (1979).
- Was heißt Theologie studieren? (= Oberurseler Hefte Heft 15), Oberursel o. J. (1982).
- Mit Manfred Roensch: Luther als Prediger / Luther und die eine heilige christliche Kirche (= Oberurseler Hefte Heft 17). Oberursel o. J. (1983).